# 宣政院
宣政院，初名总制院，是元朝统治中国时期设立的一个直属中央政府管辖的国家机构，负责掌管全国佛教事宜并统辖吐蕃（今西藏）地区的军政事务。

## 沿革
至元元年（1264年），元世祖忽必烈下诏设立总制院，院使秩正二品，由当时的元朝帝师八思巴兼领，并设有院使、同知、副使等官员，下辖吐蕃地区各级地方行政机构，包括宣慰司、安抚司、招讨司、万户府、元帅府等。薩迦派法王通过出任宣政院使统治西藏，被称为薩迦巴政权。宣政院亦派出薩迦本钦来管理西藏本地事务，通常由薩迦派法王提名并由元朝皇帝任命。当时全国藏区被划分为三个宣慰使司都元帥府（即吐蕃等處、吐蕃等路、烏思藏納里速古魯孫等三路），均受总制院管辖。到了至元二十五年（1288年），尚书省右丞相兼总制院使桑哥认为总制院责任重大，故向忽必烈奏请根据中国唐朝时期在宣政殿接待吐蕃使臣之例而更名为宣政院，由帝师兼领，被批准，而且院使升从一品，与中书省、尚书省、枢密院、御史台并列。根据元朝的规定，对于全国各省佛教和吐蕃地区的一般性事务可设行宣政院驻当地处理，如遇重大军事则由宣政院与枢密院联合负责处理。他们凡是对汉地佛教有利的也做。

## 宣政院使
- 1264年：八思巴
- 1288年：桑哥和脱因

......
- 1355年：哈麻[2]